# Child Helpline International
Child Helpline International, CHI – międzynarodowa sieć telefonów zaufania dla dzieci. Istnieje od 2003 roku. Działa w 160 krajach i opiera się na wierze w to, że dzieci nie tylko mają własne prawa ale także są najlepszymi osobami, by zidentyfikować swoje własne problemy jeśli tylko dostarczy się im do tego odpowiednich narzędzi.

## Misja
Child Helpline International dąży do stworzenia globalnej sieci telefonów zaufania dla dzieci i jednoczesnego przedstawiania dziecięcych problemów decydentom w różnych krajach. Ponadto CHI zacieśnia więzi pomiędzy już istniejącymi telefonami zaufania o takim profilu oferując im możliwość wymiany doświadczeń w tym zakresie.

## Adresaci działań Child Helpline International
Działania Child Helpline International są kierowane głównie do osób przed 18 (a w ekstremalnych przypadkach 25) rokiem życia. Za dzieci potrzebujące pomocy uważa się tzw. dzieci ulicy, dzieci opuszczone, te, które uciekły z domu, żyjące w biedzie, zmuszane do pracy, wykorzystywane seksualne, będące ofiarami przemocy fizycznej. Dotyczy to również ofiar naturalnych wypadków, handlu dziećmi, dzieci chorych psychicznie czy zainfekowanych HIV.
W krajach, gdzie telekomunikacja nie jest tak silnie rozwinięta Child Helpline International inicjuje spotkania osobiste z dziećmi.

## Najczęstsze przyczyny korzystania z pomocy Child Helpline International[4]
Istnieje kilka grup przyczyn, dla których dzieci dzwonią do takiego telefonu zaufania. Według danych z 2007 roku najczęstszą przyczyną wykonywania przez dziecko takiego telefonu jest chęć uzyskania informacji, często jest to także forma testowania możliwości instytucji i wstęp do bardziej intensywnego kontaktu. Kolejną kategorię stanowią zagadnienia związane z kontaktami z rówieśnikami. Podobna liczba dzieci dzwoni w sprawie przemocy lub wykorzystywania oraz problematyki zdrowia psychicznego. Aż 10% kontaktów dotyczy seksualności (masturbacja, antykoncepcja, ciąża itp.). Ostatnie miejsca zajmują w tej klasyfikacji relacje rodzinne i problemy związane ze szkołą jak również związane z bezdomnością.